# یواس‌اس سان‌فیش (اس‌اس‌ان-۶۴۹)
یواس‌اس سان‌فیش (اس‌اس‌ان-۶۴۹) (به انگلیسی: USS Sunfish (SSN-649)) یک زیردریایی بود که طول آن ۲۸۹ فوت (۸۸ متر) بود. این زیردریایی در سال ۱۹۶۶ ساخته شد.